# Heaven Upside Down
 (août 2016).
Albums de Marilyn Manson
The Pale Emperor
(2015) We Are Chaos
(2020)
Heaven Upside Down est le dixième album studio de Marilyn Manson, sorti le 6 octobre 2017 par les labels Loma Vista Recordings et Caroline International. L'album est produit par Marilyn Manson et Tyler Bates.

## Développement
En 2016, Manson annonce la prochaine sortie d'un album intitulé SAY10. En anglais SAY10 se prononce comme satan, de plus ce disque sera son 10e).
Au sujet de cet album, Manson rapportait au magazine Dazed qu'il s'agissait de la dernière chose à laquelle les gens pouvaient s'attendre après avoir écouté son dernier album, The Pale Emperor. Il ajoute qu'il s'agit plutôt d'un croisement entre Mechanical Animals et Antichrist Superstar concernant le sentiment général qui émane de ce disque. Enfin, il souligne tout de même que ça n'était pas son intention de retourner en arrière (Antichrist Superstar fête ses 20 ans au moment où sort Heaven Upside Down), mais plutôt, d'une certaine façon, de succomber au caractère de perpétuel recommencement des choses.
Lors d'une interview en mai 2017, Marilyn Manson annonce que l'album sortira finalement sous le nom Heaven Upside Down. Annoncé initialement pour le 14 février 2017, sa sortie est finalement programmée pour le 6 octobre 2017.
Gil Sharone, membre du groupe, fait partie du projet en tant que batteur.

## Track Listing
1. Revelation #12
2. Tattooed In Reverse
3. WE KNOW WHERE YOU FUCKING LIVE
4. SAY10
5. KILL4ME
6. Saturnalia
7. JE$U$ CRI$I$
8. Blood Honey
9. Heaven Upside Down
10. Threats of Romance

## Crédits
- Marilyn Manson : chanteur, compositeur
- Tyler Bates : compositeur, ingénieur du son, mixage, producteur
- Robert Carranza : mixage
- Dana Dentata : chœurs
- Joanne Higginbottom : assistante ingénieur du son
- Brian Lucey : mastering
- Roger Manning : clavinet
- Perou : photographe
- Brian Roettinger : directeur artistique
- Gil Sharone : batteur

## Clips
Le 11 septembre 2017, le clip de WE KNOW WHERE YOU FUCKING LIVE est mis en ligne sur la chaîne YouTube de Marilyn Manson.
Le 9 octobre 2017, c'est au tour du clip SAY10 d'être mis en ligne. On peut y voir l'acteur, guitariste et ami du chanteur Johnny Depp.
Le 13 novembre 2017 sort un troisième clip illustrant le single KILL4ME. Johnny Depp est aussi présent dans la vidéo. Un clip de Tattoed In Reverse est publié le 22 mars 2018.
Ces trois clips ont été réalisés par Bill Yukich, déjà au montage en 1998 des clips The Dope Show et I Don't Like The Drugs (But The Drugs Like Me), tirés de l'album Mechanical Animals.

## Tournée
Selon le site officiel de Marilyn Manson, la tournée Heaven Upside Down Tour débute le 5 novembre 2017 au OzzFest meets KnotFest à Devore en Californie et prendra fin le 16 février à Sayreville dans le New Jersey. Il passe en France à l'AccorHotels Arena de Paris le 27 novembre et au Zénith de Nancy le 1er décembre.
Par Twitter, Marilyn Manson informe que cette tournée se fera sans Twiggy Ramirez à la basse, évincé à la suite des accusations de viol qui pèsent contre lui.